# 1. ŽNL Bjelovarsko-bilogorska 2015./16.
Ovaj članak je podtema članka: 5. rang HNL-a 2015./16.

1. ŽNL Bjelovarsko-bilogorska u sezoni 2015./16. je predstavljala ligu prvog stupnja županijske lige u Bjelovarsko-bilogorskoj županiji, te ligu petog stupnja hrvatskog nogometnog prvenstva. 
 
Sudjelovalo je 12 klubova, a ligu je osvojio "Tomislav" iz Bereka. 

## Ljestvica
| mj. | klub                             | ut. | pob. | ner. | por. | gol+ | gol- | bod |
| --- | -------------------------------- | --- | ---- | ---- | ---- | ---- | ---- | --- |
| 1.  | Tomislav Berek                   | 22  | 18   | 4    | 0    | 90   | 22   | 58  |
| 2.  | BILO Velika Pisanica             | 22  | 14   | 5    | 3    | 45   | 20   | 47  |
| 3.  | Čazma                            | 22  | 14   | 2    | 6    | 57   | 28   | 44  |
| 4.  | Hajduk Hercegovac                | 22  | 8    | 5    | 9    | 34   | 34   | 29  |
| 5.  | Kamen Sirač                      | 22  | 7    | 7    | 8    | 37   | 46   | 28  |
| 6.  | Ivanska                          | 22  | 8    | 3    | 11   | 35   | 41   | 27  |
| 7.  | Bilogorac Veliko Trojstvo        | 22  | 8    | 2    | 12   | 46   | 44   | 26  |
| 8.  | Lasta Gudovac                    | 22  | 8    | 2    | 12   | 25   | 47   | 26  |
| 9.  | Omladinac Ćurlovac               | 22  | 6    | 7    | 9    | 52   | 45   | 25  |
| 10. | Brestovac (Garešnički Brestovac) | 22  | 7    | 4    | 11   | 33   | 47   | 25  |
| 11. | BŠK Brezovac                     | 22  | 6    | 5    | 11   | 32   | 63   | 23  |
| 12. | Trnski Nova Rača                 | 22  | 4    | 2    | 16   | 27   | 76   | 14  |

## Rezultatska križaljka
| kratica | klub                             | BILO | BILOG | BRE | BŠK | ČAZ | HAJ | IVA | KAM | LAS | OML | TOM | TRN |
| --- | -------------------------------- | ---- | ----- | --- | --- | --- | --- | --- | --- | --- | --- | --- | --- |
| BILO | BILO Velika Pisanica             |      |       |     |     |     |     |     |     |     |     |     |     |
| BILOG | Bilogorac Veliko Trojstvo        |      |       |     |     |     |     |     |     |     |     |     |     |
| BRE | Brestovac (Garešnički Brestovac) |      |       |     |     |     |     |     |     |     |     |     |     |
| BŠK | BŠK Brezovac                     |      |       |     |     |     |     |     |     |     |     |     |     |
| ČAZ | Čazma                            |      |       |     |     |     |     |     |     |     |     |     |     |
| HAJ | Hajduk Hercegovac                |      |       |     |     |     |     |     |     |     |     |     |     |
| IVA | Ivanska                          |      |       |     |     |     |     |     |     |     |     |     |     |
| KAM | Kamen Sirač                      |      |       |     |     |     |     |     |     |     |     |     |     |
| LAS | Lasta Gudovac                    |      |       |     |     |     |     |     |     |     |     |     |     |
| OML | Omladinac Ćurlovac               |      |       |     |     |     |     |     |     |     |     |     |     |
| TOM | Tomislav Berek                   |      |       |     |     |     |     |     |     |     |     |     |     |
| TRN | Trnski Nova Rača                 |      |       |     |     |     |     |     |     |     |     |     |     |
| |                                  |      |       |     |     |     |     |     |     |     |     |     |     |
| podebljan rezultat - utakmice od 1. do 11. kola (1. utakmica između klubova) rezultat normalne debljine - utakmice od 12. do 22. kola (2. utakmica između klubova) rezultat nakošen - nije vidljiv redoslijed odigravanja međusobnih utakmica iz dostupnih izvora rezultat smanjen * - iz dostupnih izvora nije uočljiv domaćin susreta prekrižen rezultat - poništena ili brisana utakmica p - utakmica prekinuta 3:0 p.f. / 0:3 p.f. - rezultat 3:0 bez borbe n.i. - nije igrano |                                  |      |       |     |     |     |     |     |     |     |     |     |     |

 Izvori: 

## Vanjske poveznice
- nsbbz.hr, Nogometni savez Bjelovarsko-bilogorske županije